# Dispositivo de visão noturna

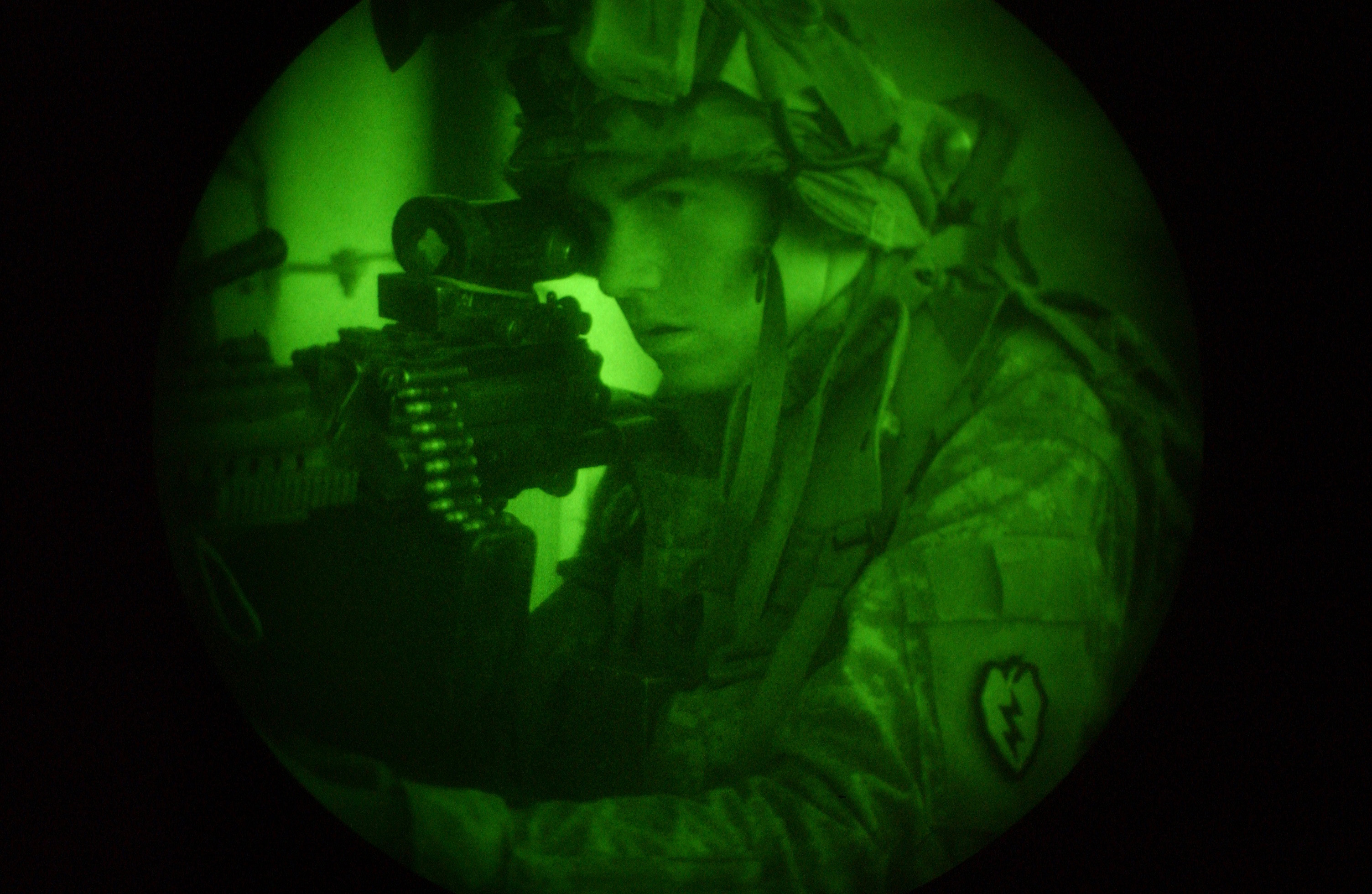
Vista através do dispositivo de visão noturna de um artilheiro americano da 25ª Divisão de Infantaria (na metralhadora M249 Para - uma mira óptica Elcan, o dispositivo de visão noturna do soldado é fixado no capacete e inclinado para cima).

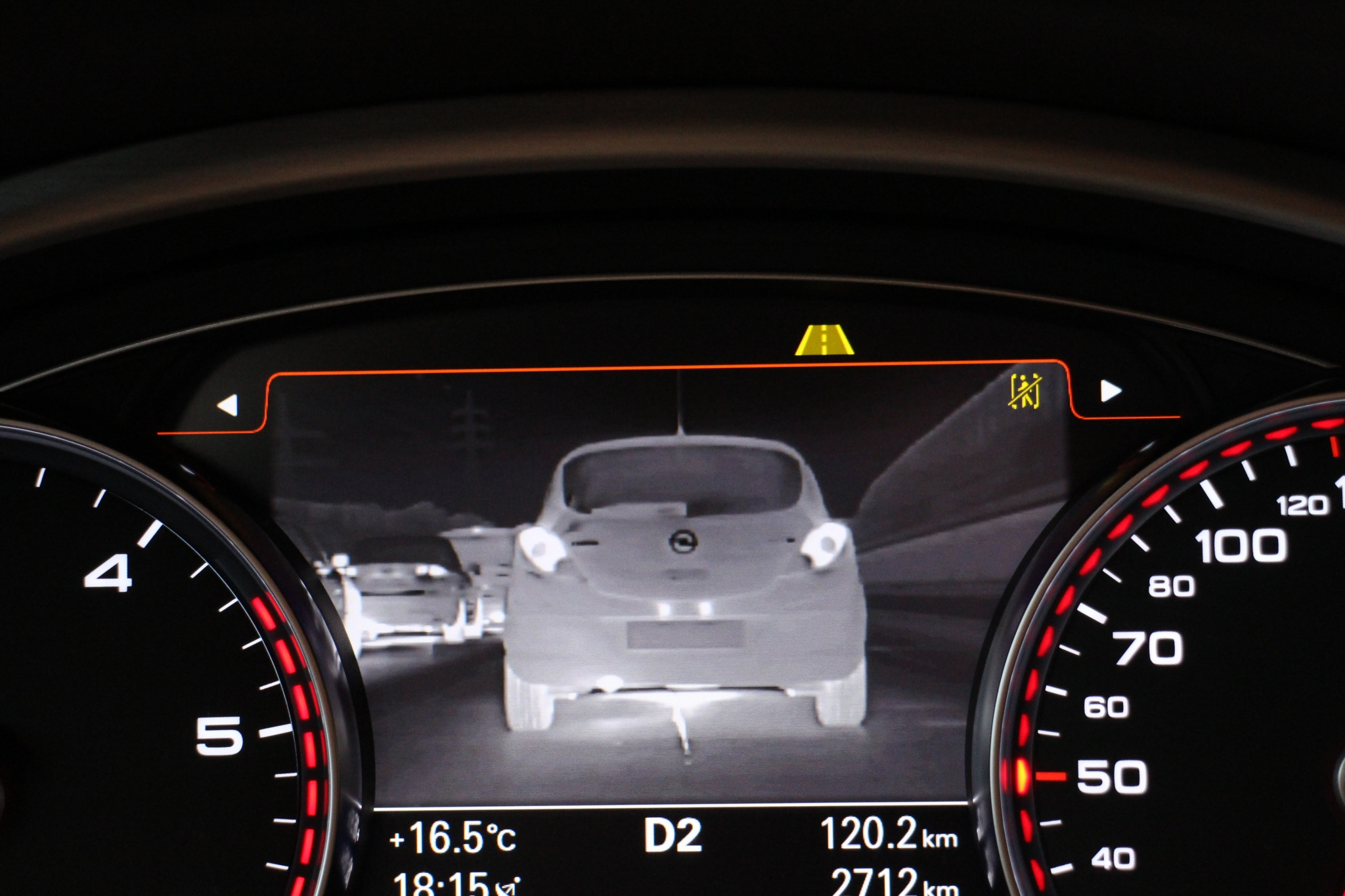
Sistema de direção noturna no Audi A8.

O dispositivo de visão noturna (DVN) é uma classe de dispositivos óptico-eletrônicos que fornecem ao operador uma imagem da área (objeto, alvo, etc.) em condições de pouca luz. Dispositivos deste tipo encontraram ampla aplicação durante operações de combate noturnas, para realizar vigilância secreta (reconhecimento) no escuro e em salas escuras, dirigir carros sem o uso de faróis desmascarados, etc. Apesar da série de vantagens que proporcionam ao seu proprietário, nota-se que a grande maioria dos modelos disponíveis não são capazes de fornecer visão periférica, o que necessita de treinamento especial para seu uso eficaz.

## Tipos de DVN

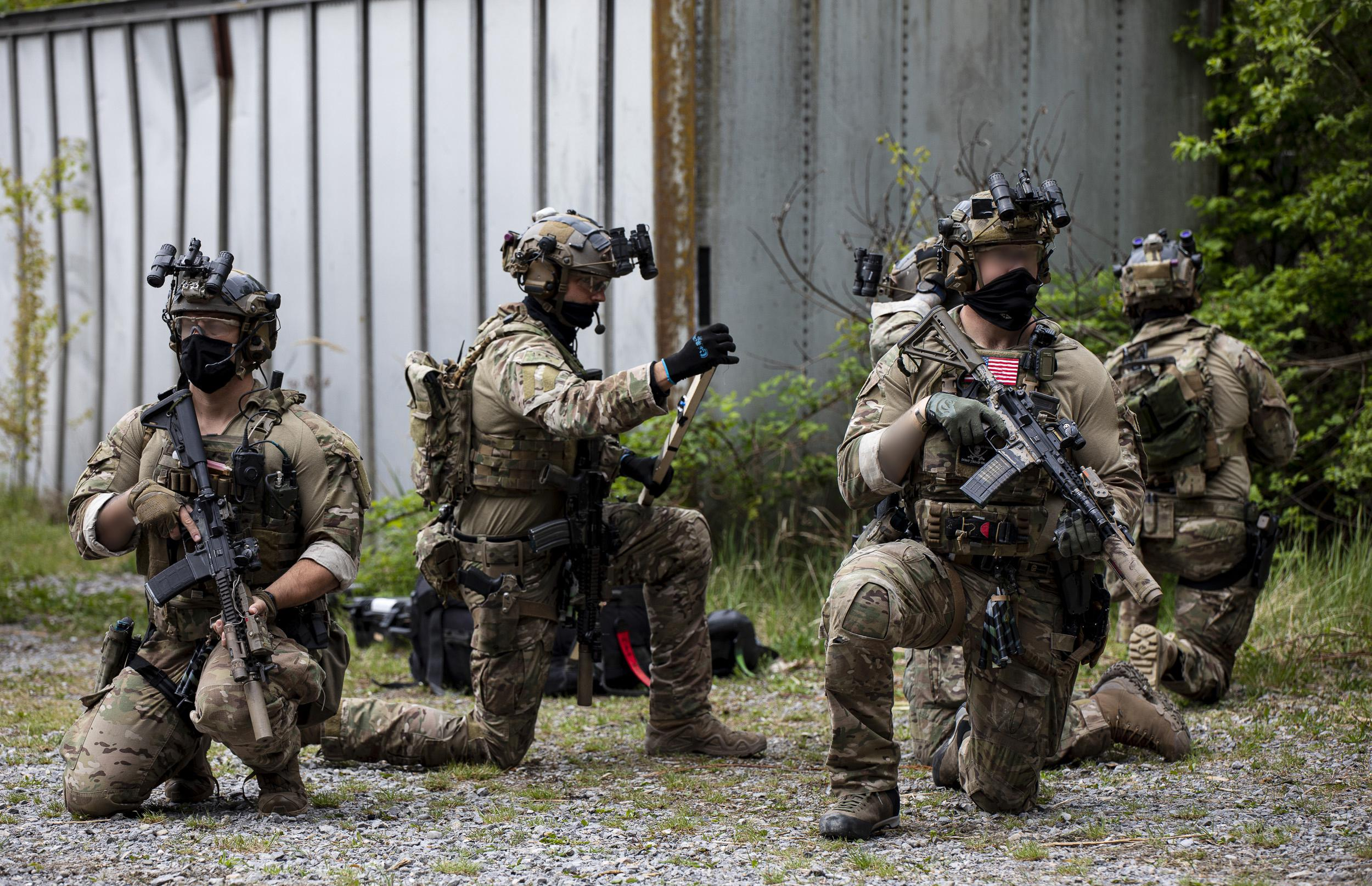
Soldados com dispositivos de visão noturna nos capacetes.

Existem várias abordagens para a construção de dispositivos de visão noturna:
- Observação na faixa do infravermelho próximo (comprimento de onda 0,7-1,5 µm). Tubos intensificadores de imagem e câmeras de vídeo sem filtro infravermelho são sensíveis nesta faixa. Não existem fontes naturais no infravermelho próximo, exceto o sol, portanto, na escuridão total, estes DVN não verão nada sem iluminação. Para tais dispositivos de visão noturna, existem fontes de iluminação especiais (holofotes infravermelhos, por exemplo, baseados em LED infravermelhos), invisíveis a olho nu, porém mais inseguras em condições de combate, pois são claramente visíveis mesmo com a ajuda de uma câmera de vídeo; eles foram usados durante a Segunda Guerra Mundial.
- Aumenta a luz visível muito fraca que não é visível ao olho humano. A ideia é implementada em conversores eletro-ópticos (CEO) e, até certo ponto, em modernas câmeras de vídeo para sistemas de segurança com o chamado modo noturno.
- Observação na faixa infravermelha média (térmica) (comprimento de onda 7-15 µm). Todos os corpos sólidos aquecidos às temperaturas ambientes emitem nesta faixa: de -50 °C e acima. Estes DVN são chamados de termovisores. Eles mostram uma imagem da diferença de temperatura e não requerem luz de fundo.
- A observação no espectro ultravioleta é possível. No entanto, a ausência de fontes naturais de radiação ultravioleta (exceto o sol) e a ausência virtual de fontes artificiais de iluminação ultravioleta invisíveis a olho nu impedem a propagação de dispositivos ultravioleta de visão noturna.

Tecnicamente, existem várias maneiras populares de construir dispositivos de visão noturna (DVN):
- Câmeras de vídeo semicondutoras modernas especiais são capazes de produzir imagens com iluminação de cena de até 0,0005 lux.[3] Isto permite a observação em condições de pouca luz. Além disso, a sensibilidade na faixa do infravermelho próximo permite organizar a iluminação da cena invisível a olho nu (por exemplo, com LED infravermelhos) e usar câmeras de vídeo convencionais sem filtro IV. Para evitar erros de reprodução de cores, as câmeras de vídeo domésticas comuns são equipadas com um filtro especial que corta o espectro IV. Câmeras para sistemas de segurança ou equipamentos de vídeo domésticos baratos não possuem esse filtro e, portanto, são adequadas para vigilância com iluminação infravermelha. No entanto, no escuro não existem fontes naturais de infravermelho próximo, portanto, sem luz de fundo, essas câmeras não mostrarão nada. Iluminadores IV baseados em LED infravermelhos são geralmente usados como iluminação.
- O conversor eletro-óptico é um dispositivo fotoeletrônico a vácuo que amplifica a luz visível e infravermelha próxima. Possui alta sensibilidade e é capaz de produzir imagens em condições de pouca luz. Eles são historicamente os primeiros dispositivos de visão noturna e hoje são amplamente utilizados em dispositivos de visão noturna baratos. Como são sensíveis apenas ao infravermelho próximo na faixa infravermelha, elas, como as câmeras de vídeo semicondutoras, requerem iluminação (por exemplo, a luz do céu noturno ou holofotes infravermelhos). O fator de amplificação de luz do tubo intensificador de imagem varia de vários milhares a várias dezenas de milhares de vezes.
- Um termovisor é um sensor de vídeo térmico, normalmente baseado em bolômetros. Bolômetros para sistemas de visão e dispositivos de visão noturna são sensíveis na faixa de comprimento de onda de 3–14 μm (infravermelho médio), que corresponde à radiação de corpos aquecidos de -50 a +500 °C. Assim, os dispositivos bolométricos dispensam iluminação externa, registrando a própria radiação dos próprios objetos e criando uma imagem da diferença de temperatura.

## Dispositivo
O DVN observacional consiste nas seguintes partes principais:
- Lente objetiva,
- Receptor de radiação,
- Amplificador,
- Dispositivos de exibição de imagens.

Em muitos dispositivos modernos de visão noturna, o papel de um receptor de radiação e de um amplificador para exibir uma imagem amplificada é desempenhado por um conversor eletrônico-óptico (EOC). O operador visualiza a imagem na tela do intensificador de imagem através de uma ocular. Uma matriz CCD pode ser usada como receptor. Neste caso, o operador observa a imagem na tela do monitor.

## Óculos de visão noturna
Os OVNs modernos estão disponíveis em vários formatos básicos.

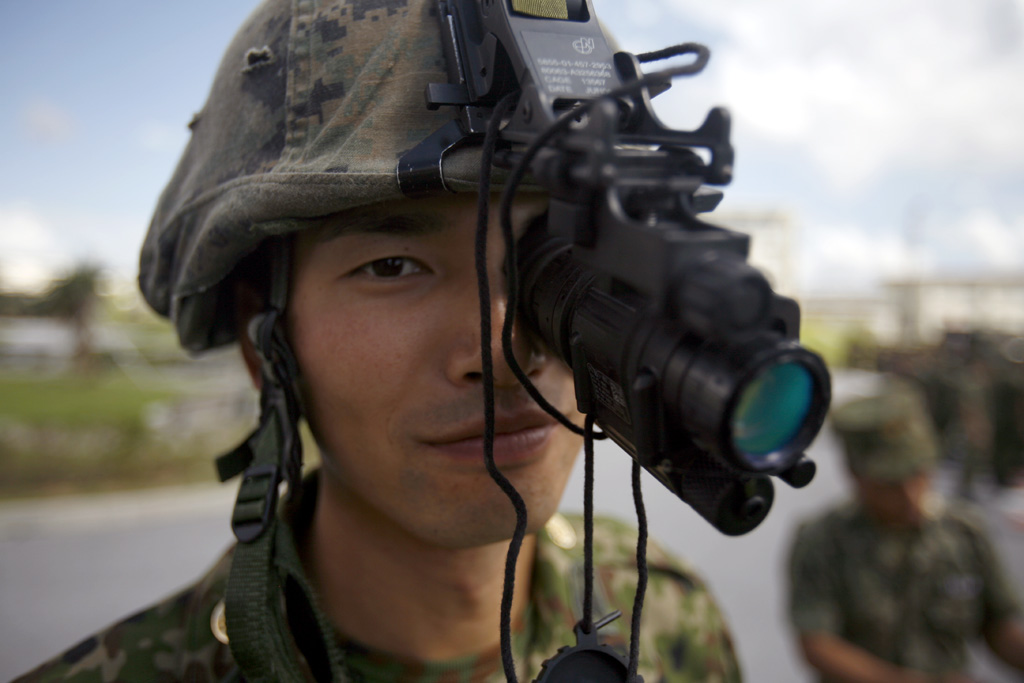
Monóculo de visão noturna.

O mais simples é um monóculo noturno - uma luneta segurada na mão do operador, geralmente de baixa ampliação. Também existem monóculos montados em um capacete ou na cabeça e fixado por tiras;

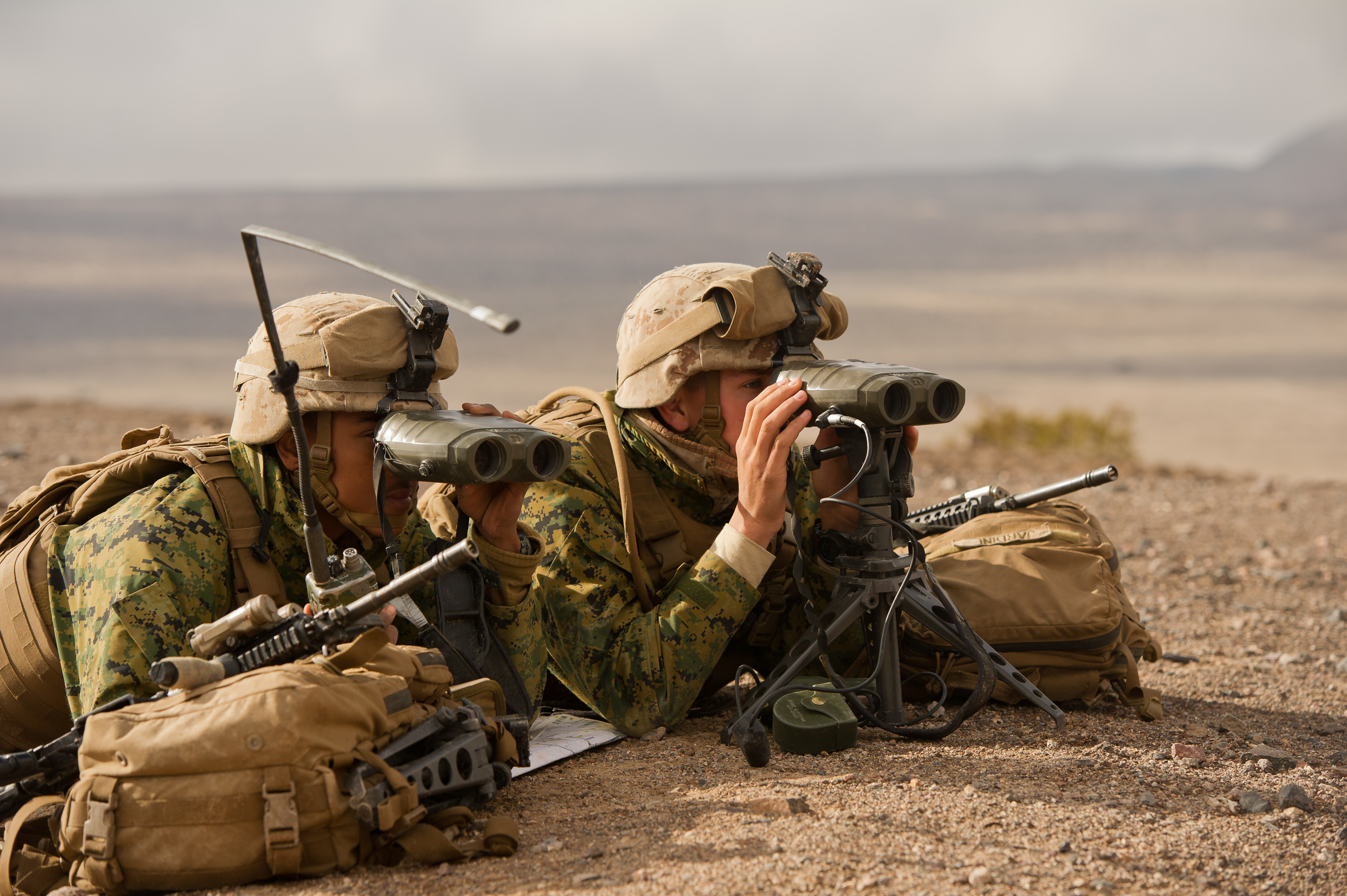
Binóculos de visão noturna.

Os binóculos de visão noturna possuem dois tubos intensificadores de imagem e exibem uma imagem estereoscópica ampliada.

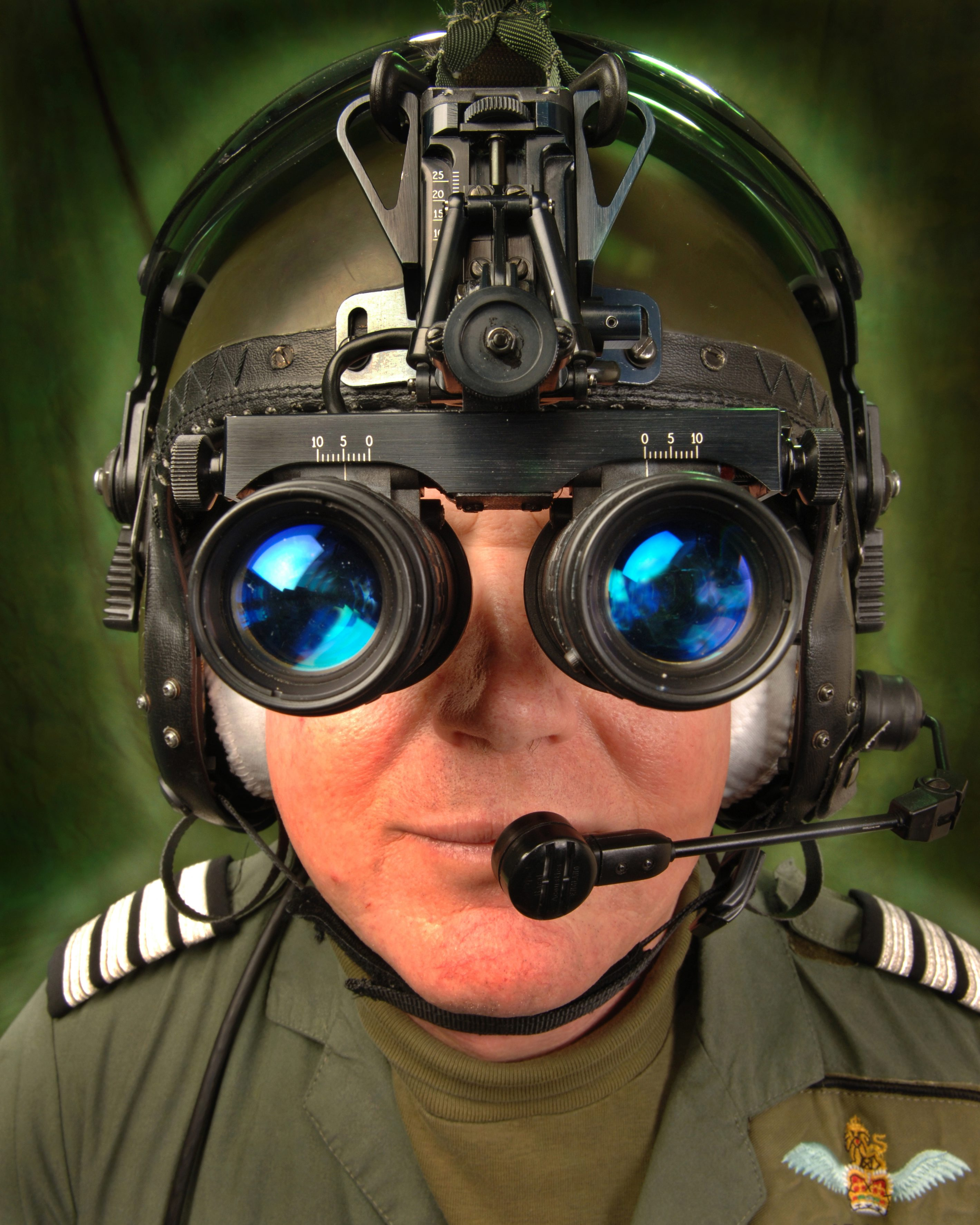
Óculos de visão noturna.

Os óculos de visão noturna (OVN) são montados na cabeça, possuem amplo campo de visão e não ampliam a imagem (ou possuem ampliação variável de 1x até um valor superior, o que permite que sejam usados como binóculos). Os óculos podem ter dois intensificadores de imagem ou ser pseudobinoculares: quando a imagem de um intensificador de imagem é recebida por ambas as oculares. Um monocular 1× montado em uma faixa de cabeça pode ser usado como uma alternativa barata aos óculos.
Os telescópios de visão noturna são montados em uma arma, normalmente ampliam a imagem e possuem um retículo. Existem também acessórios de visão noturna para miras ópticas diurnas. Esses dispositivos devem suportar o recuo da arma; nem todas as miras podem ser usadas em armas portáteis de alta potência. Dispositivos de visão noturna também são instalados em equipamentos militares, onde são integrados aos sistemas de mira.
Uma opção alternativa para mirar através de dispositivos de visão noturna é usar um designador de alvo a laser infravermelho montado em uma arma, cujo feixe invisível é observado através de óculos de visão noturna.

## História dos conversores eletro-ópticos

### Dispositivos ativos de visão noturna de geração zero
O desenvolvimento dos primeiros exemplos de dispositivos alemães de visão noturna foi iniciado pela empresa de produção Allgemeine Electricitats-Gesellschaft (AEG) em 1936, e em 1939 o primeiro protótipo de sucesso foi apresentado para uso nos canhões antitanque Pak 35/36 L/45.
No Exército Vermelho, os equipamentos de visão noturna da chamada “geração zero” também apareceram antes do início da Grande Guerra Patriótica: por exemplo, o complexo Dudka foi instalado em tanques da família BT, e para a direção noturna das colunas dos tanques, o Instituto Óptico do Estado e o Instituto Eletrotécnico da União desenvolveram um conjunto de dispositivos de iluminação de sinalização que foram montados em tanques T-34. Na Wehrmacht, a artilharia antitanque alemã foi a primeira a receber equipamento infravermelho produzido pela AEG e, desde 1944, equipes de canhões Pak 40 foram capazes de combater veículos blindados pesados no escuro a distâncias de até 400 metros. O próximo passo foram os dispositivos de visão infravermelha Sperber FG 1250, que contribuíram para a última ofensiva bem-sucedida das forças panzer alemãs na área do Lago Balaton, na Hungria, em 1945.
Como a sensibilidade desses dispositivos deixou muito a desejar, a fim de fornecer iluminação IV, as unidades de tanques receberam força adicional na forma de poderosos holofotes IV de seis quilowatts Uhu (“Coruja”) em veículos blindados de transporte de pessoal SdKfz 250/20 (um para cinco tanques). O uso de filtros IV possibilitou iluminar a área noturna com radiação infravermelha e distinguir equipamentos soviéticos a uma distância de até 700 metros, mas seu funcionamento foi muito dificultado pela sensibilidade do fósforo óptico a flashes brilhantes, o que levou a forte iluminação do equipamento ou mesmo sua falha. O aparecimento destes dispositivos foi uma das razões para o uso massivo de holofotes antiaéreos pelas tropas soviéticas durante a travessia noturna do Oder e durante o assalto a Berlim. Além do equipamento de mira para condução noturna, um refletor IV de duzentos watts foi instalado na cúpula do comandante dos Panther alemães, o que permitiu ao motorista do tanque controlar o veículo de acordo com as instruções do comandante da tripulação. A empresa Zeiss-Jena tentou criar um aparelho ainda mais potente que permitisse “ver” a uma distância de 4km, mas devido ao grande tamanho do iluminador - 600mm de diâmetro - ele não foi utilizado nos Panther.

Em 1944, a indústria alemã produziu um lote piloto de aproximadamente 300 miras infravermelhas Zielgerät 1229 (ZG 1229) “Vampir”, que foram instaladas em fuzis de assalto StG 44. O kit consistia em uma mira pesando 2,26kg, uma bateria em caixa de madeira (13,59kg) e uma fonte de alimentação para a mira, alojada em uma caixa de máscara de gás modificada. A fonte de alimentação e as baterias foram conectadas a um sistema de suspensão nas costas do soldado. O peso da mira junto com as baterias chegava a 16kg, o alcance de visibilidade não ultrapassava cem metros e o tempo de operação era de 3 a 5 horas. O suprimento fuzis com miras ZG 1229 começou apenas nos últimos meses da guerra e não há informações confiáveis sobre o uso do complexo dispositivo em combate.
Ao mesmo tempo, vários dispositivos individuais de visão noturna foram projetados para armar as brigadas de assalto das tropas de engenharia do Exército Vermelho, por exemplo, a mira Ts-3 para a submetralhadora PPSh-41 e, desde 1943, os localizadores de direção "Omega -VEI" e binóculos "Gamma-VEI".

### Primeira geração

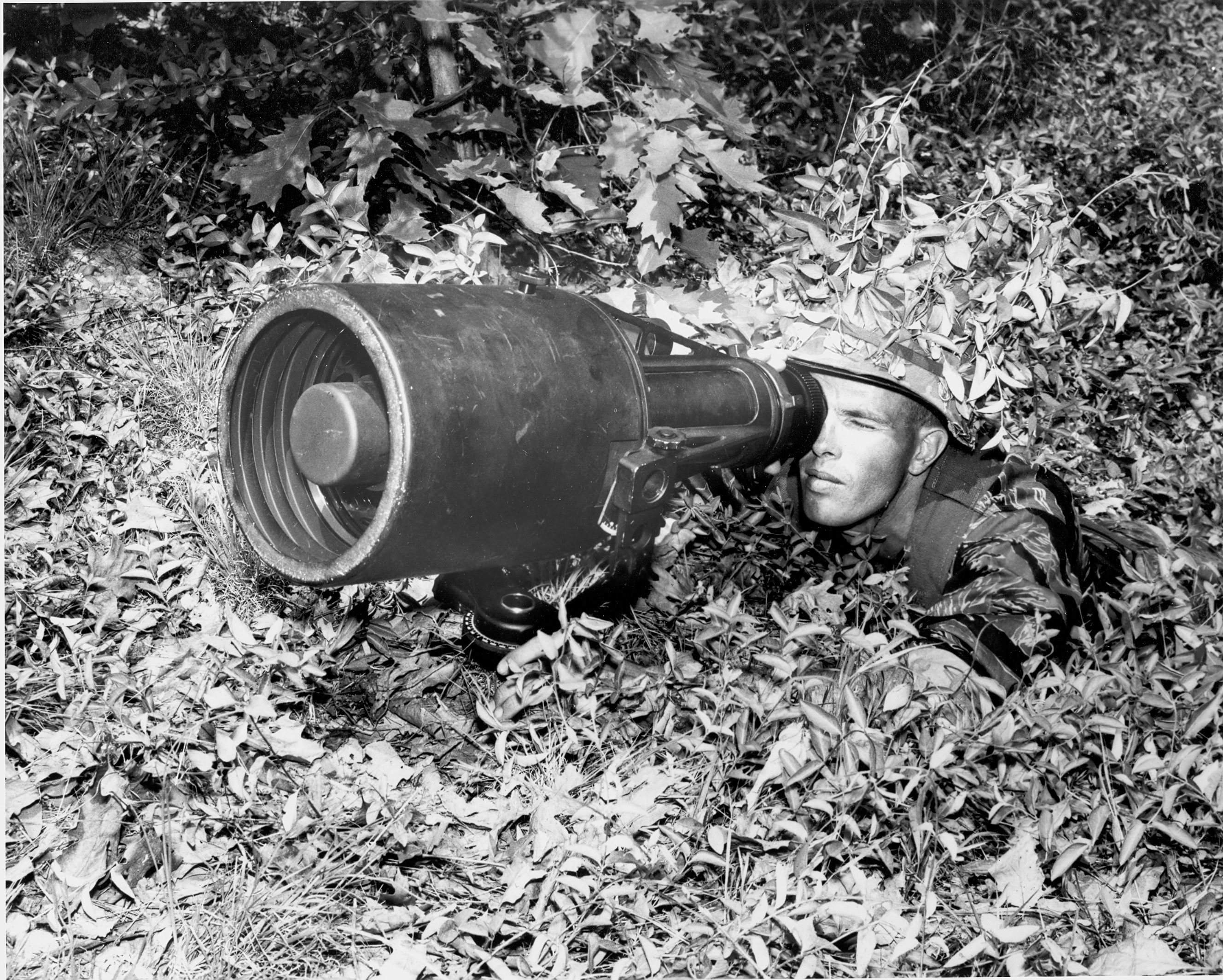
Grande dispositivo de visão noturna em 1968.

Com o desenvolvimento da tecnologia, os dispositivos de geração zero, que se baseavam no princípio do vidro Holst, foram substituídos por sistemas com focagem eletrostática, que usou conversores eletro-ópticos que amplificam o sinal de entrada em várias centenas de vezes. Esta abordagem não conseguiu por muito tempo livrar-se da resolução inaceitável na periferia da zona de observação, mas na década de 1960 permitiu abandonar gradativamente os equipamentos auxiliares de iluminação IV, os quais desmascaravam fortemente o alcance IV de qualquer usuário de um dispositivo de visão noturna de geração zero.
Nos Estados Unidos, a primeira geração de dispositivos de visão noturna foi usada ativamente no Vietnã, e seu problema com a visão periférica foi resolvido com a ajuda de placas de fibra óptica. Na União Soviética, em 1973, o Instituto de Física Aplicada havia concluído uma série de trabalhos de desenvolvimento na criação de conversores óptico-eletrônicos, e sua produção foi lançada na Fábrica de Lâmpadas Elétricas de Moscou. Os primeiros dispositivos passivos soviéticos tinham circuitos multi-estágios de conversores eletro-ópticos, que mais tarde foram reconhecidos como um ramo evolutivo sem saída dos sistemas de visão noturna devido à sua fragilidade e volume. No entanto, nota-se que foi na mira militar soviética (por exemplo, NSP-3) que todas as vantagens desta abordagem foram levadas à perfeição.

### Segunda geração

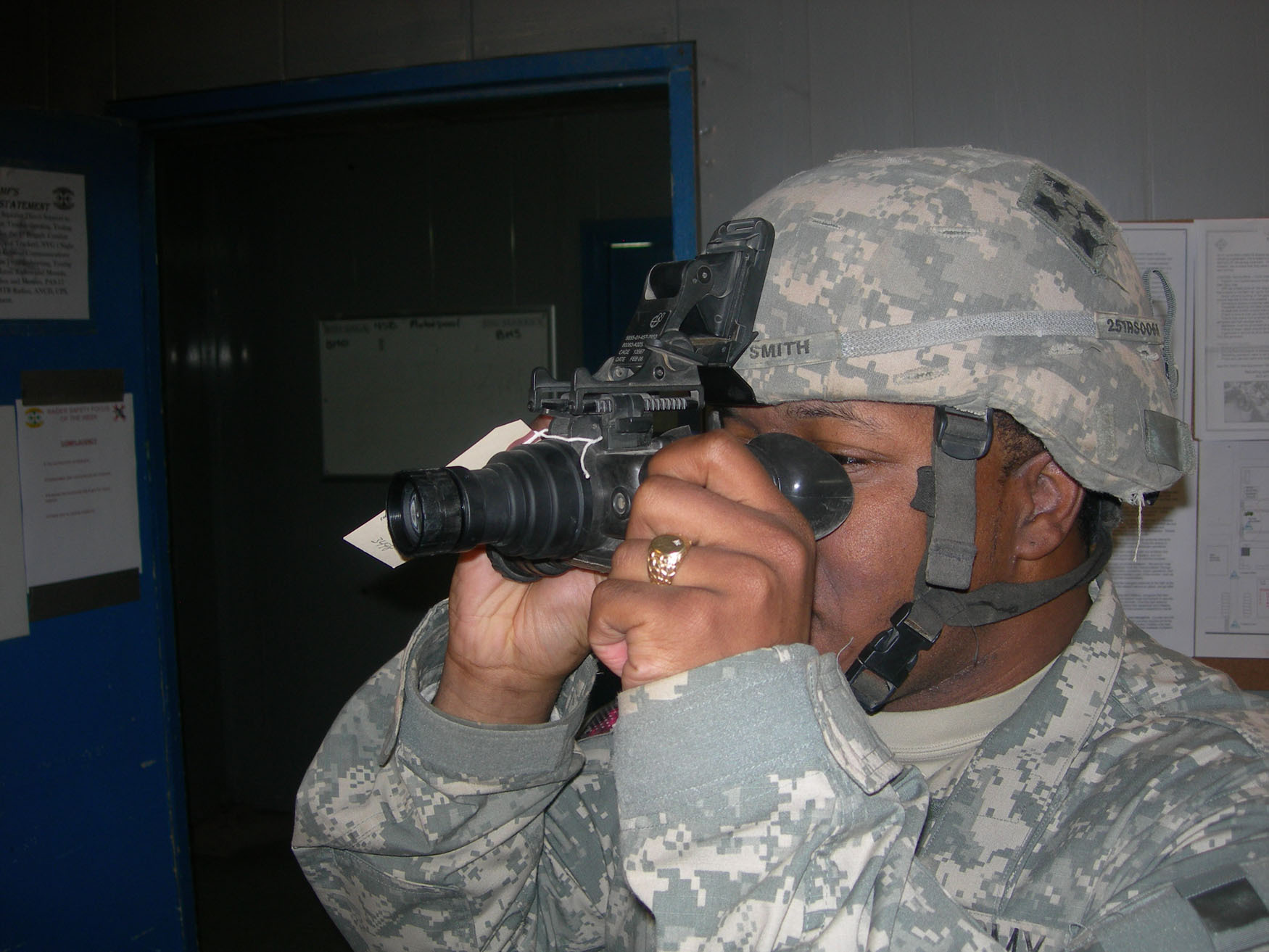
Verificando o dispositivo PVS-7B.

A tecnologia de micro-canais permitiu obter resultados revolucionários na década de 1970, alcançando a tão desejada compacidade com um ganho de aproximadamente 20.000. Uma vantagem adicional deste esquema foi a imunidade dos elementos ópticos a flashes brilhantes. O primeiro intensificador de imagem soviético de segunda geração foi criado pelo Instituto de Física Aplicada em 1976. Na União Soviética, com base nesta tecnologia, foram criados os óculos de visão noturna NPO-1 “Квакер" ("Quaker"), e nos EUA o AN/PVS-5B, fabricado pela Litton.
Os primeiros produtos deste tipo continuaram a contar com a focagem eletrostática do fluxo de elétrons, mas posteriormente as lentes eletrostáticas foram abandonadas, substituindo-as pela transferência direta de elétrons para uma placa de micro-canais. Como resultado, surgiram vários sistemas pseudobinoculares, por exemplo, o dispositivo doméstico 1PN74 “Наглазник” ("Ênfase") ou o americano AN/PVS-7.

### Terceira geração
O advento dos fotocátodos de arsenieto de gálio (AsGa) tornou possível levar a sensibilidade dos dispositivos de visão noturna a um novo nível qualitativo e garantir a observação com iluminação de cerca de 10µl, ou seja, em condições de noite profunda sem lua na presença de nuvens densas.
No entanto, a ampla distribuição de tais dispositivos é dificultada pela sua excepcional complexidade de produção, exigindo mais de 400 horas-homem de operação sob condições de ultra-alto vácuo, e pelo alto custo, que excede o custo de seus antecessores em mais de uma ordem de magnitude. Apenas dois países no mundo conseguiram organizar a produção independente de tais dispositivos – os Estados Unidos e a Federação Russa.

## Dispositivos com registro de radiação infravermelha (térmica)

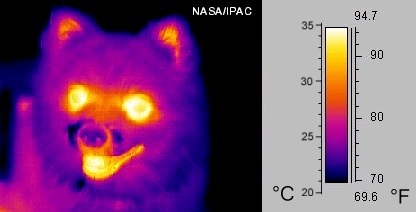
Imagem de um cachorro tirada com um termovisor.

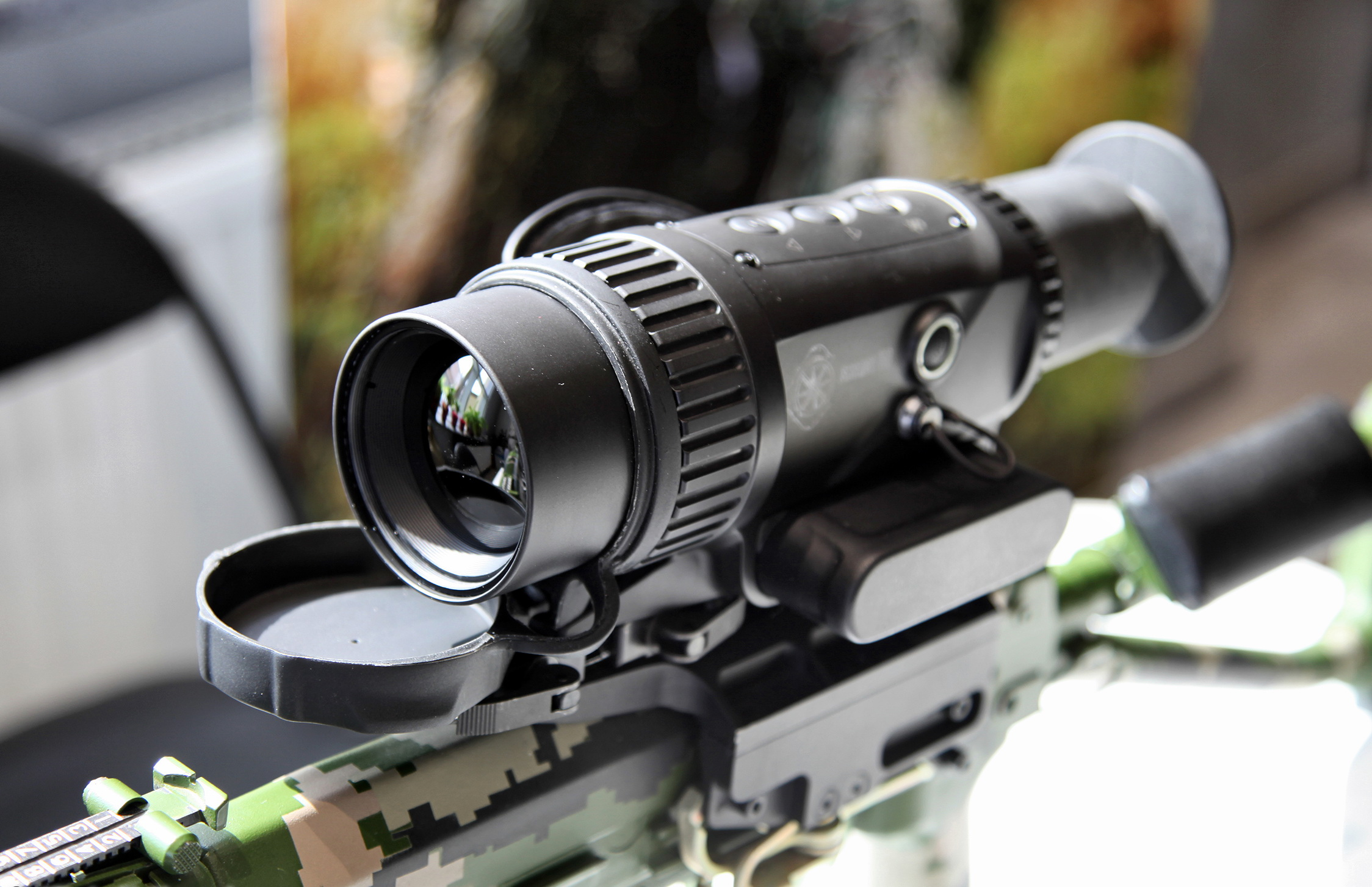
Luneta com lente de termovisor.

Um termovisor é um dispositivo para monitorar a distribuição de temperatura da superfície em estudo. Todos os corpos cuja temperatura excede a temperatura do zero absoluto emitem radiação térmica eletromagnética de acordo com a Lei de Planck. A densidade de potência da radiação espectral (função de Planck) tem um máximo, cujo comprimento de onda na escala de comprimento de onda depende da temperatura. A posição do máximo no espectro de radiação muda com o aumento da temperatura para comprimentos de onda mais curtos (Lei de Deslocamento de Wien). Via de regra, os termovisores são construídos com base em sensores de temperatura de matriz especiais - bolômetros. Os bolômetros para dispositivos de visão noturna são sensíveis na faixa de comprimento de onda 3 a 14 mícrons (faixa do infravermelho médio), que corresponde à radiação intrínseca de corpos aquecidos de 500 a -50 graus Celsius. Assim, os termovisores dispensam iluminação externa, registrando a própria radiação dos próprios objetos e criando uma imagem da diferença de temperatura.
Você pode distinguir um termovisor de um DVN intensificador baseado em um tubo intensificador de imagem ou uma câmera de vídeo tradicional pela lente óptica: o termovisor usa lentes que não são feitas de vidro tradicional (que é opaco no espectro infravermelho térmico), mas de materiais como, por exemplo, vidro de germânio ou calcogeneto.

## Galeria

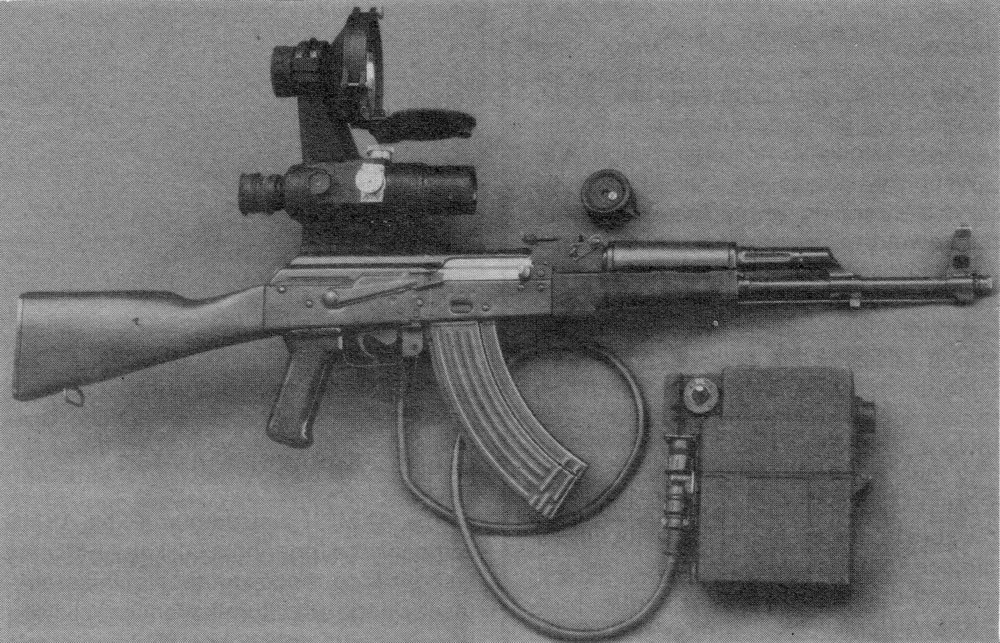
Fuzil de assalto AKML com visão noturna NSP-2.
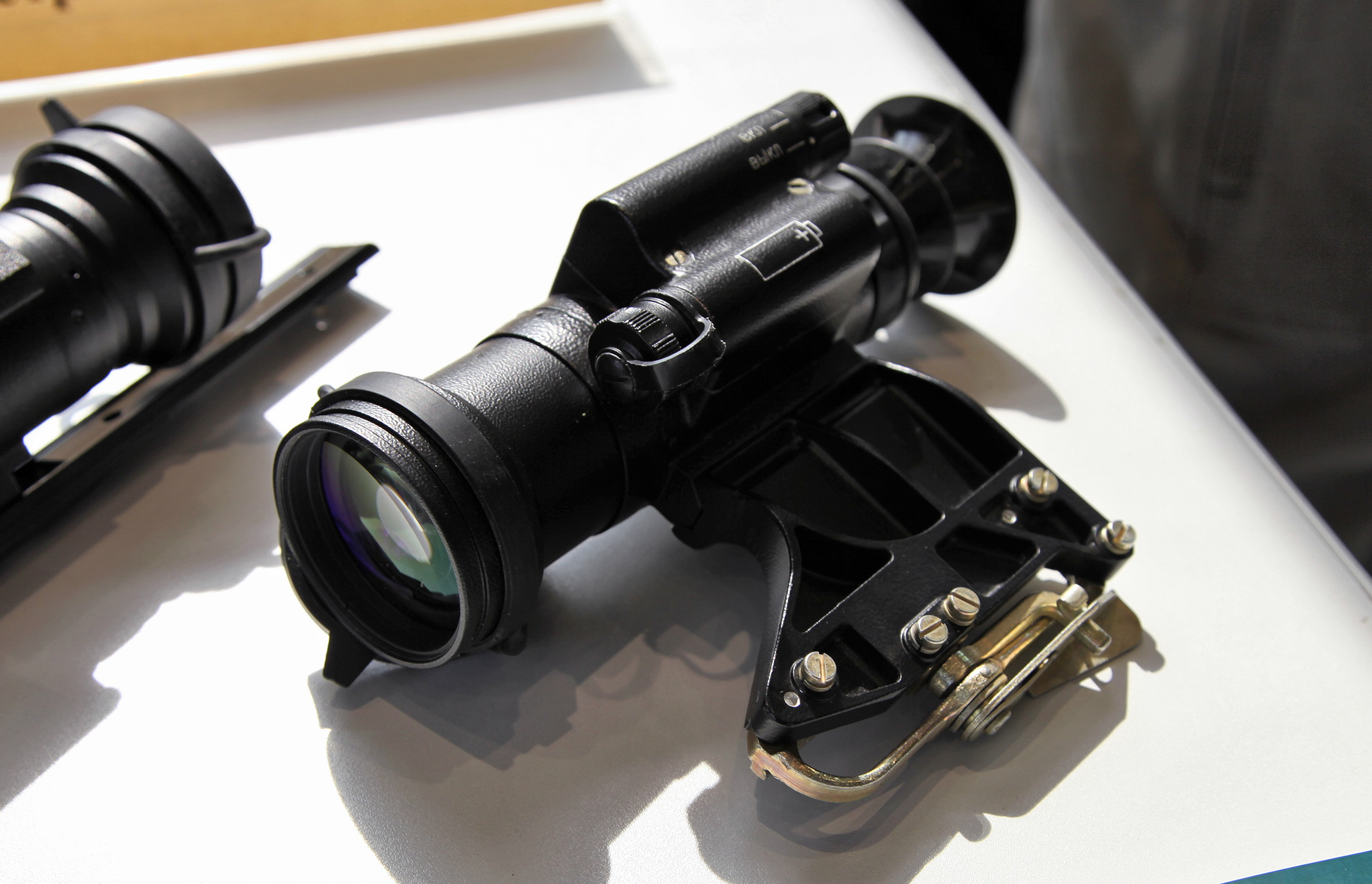
Visão noturna 1PN93-2.
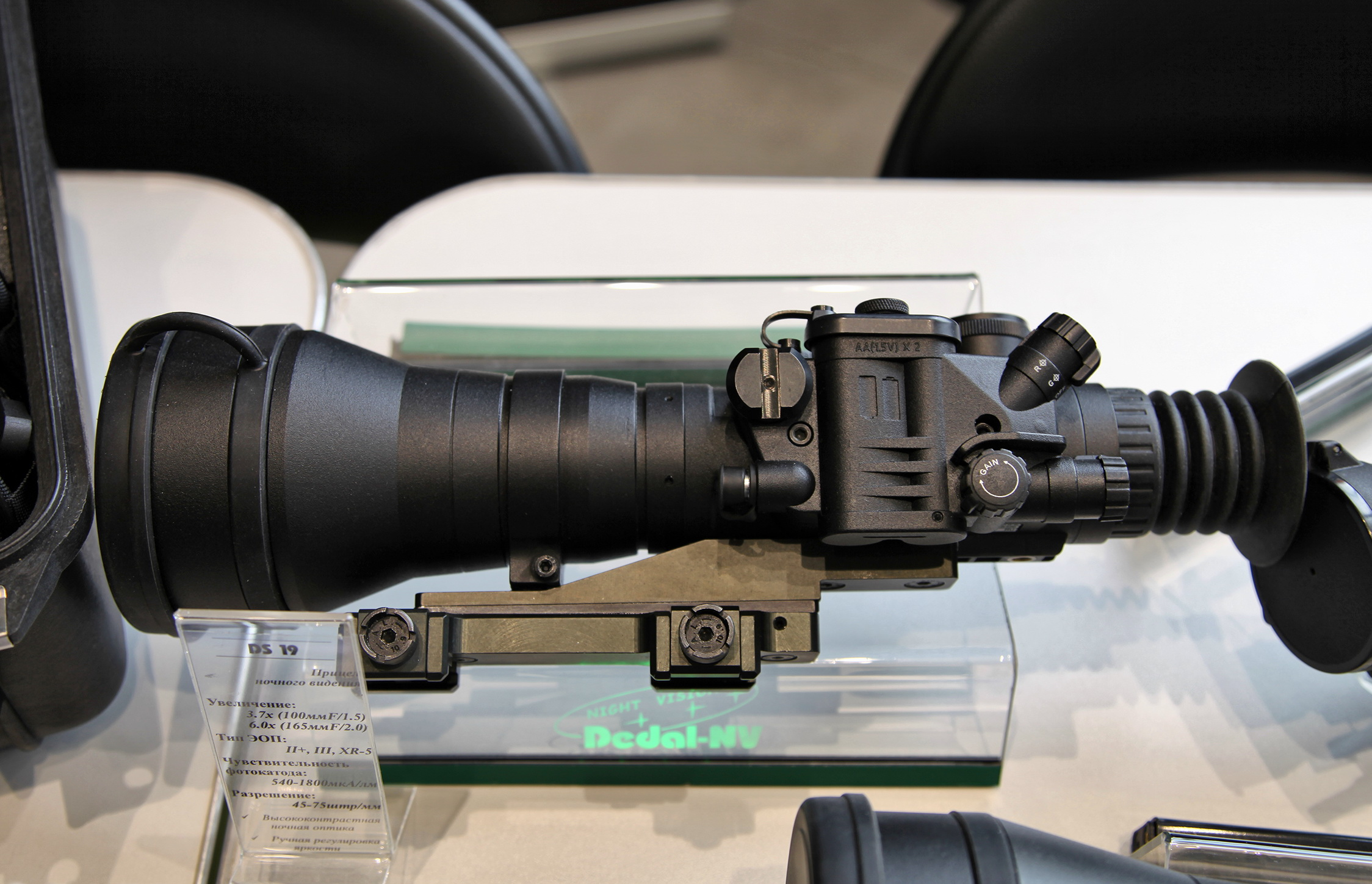
Luneta de visão noturna DS 19.
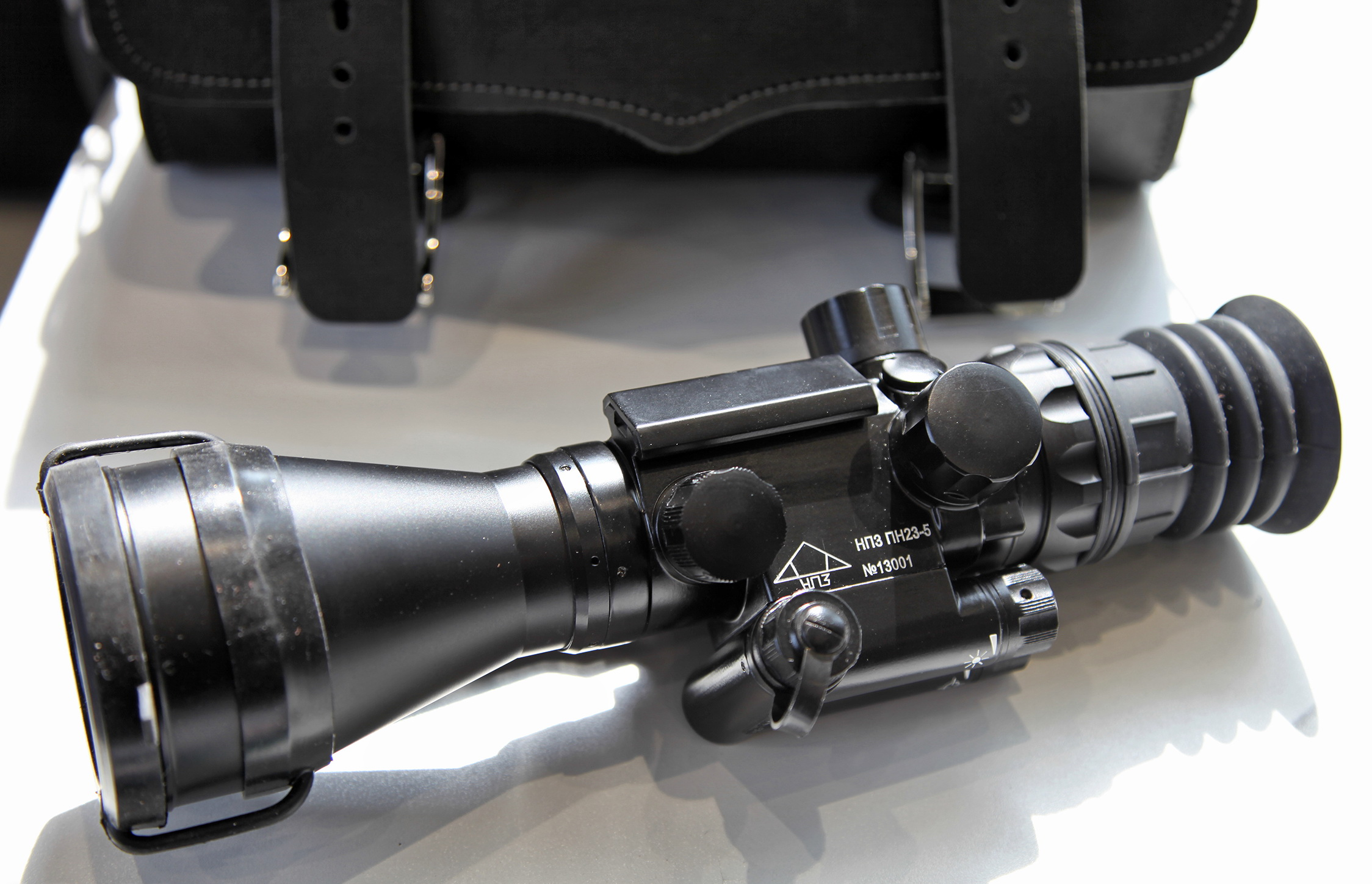
Visão noturna PN23-5.
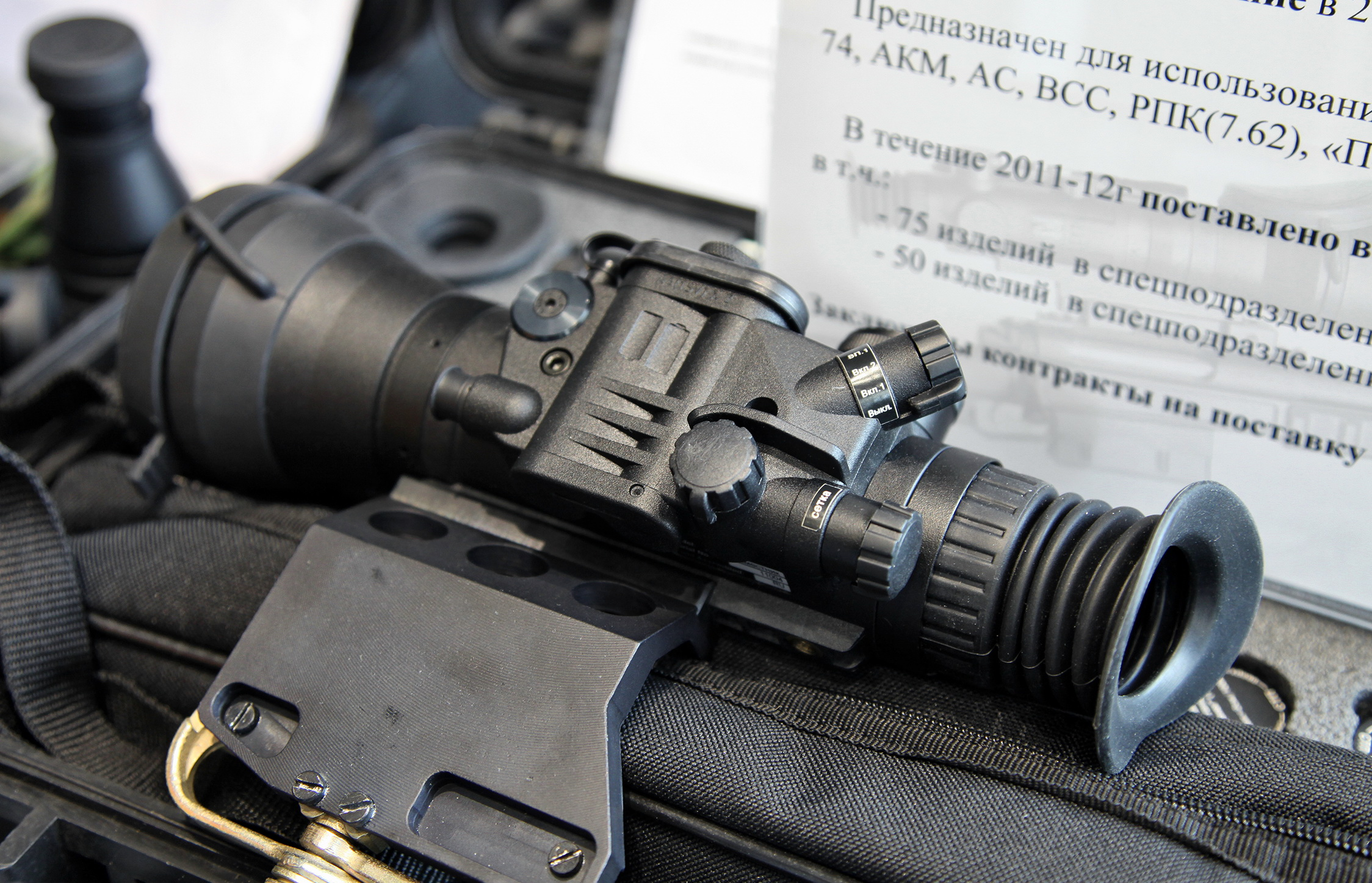
Visão noturna "Vigário".
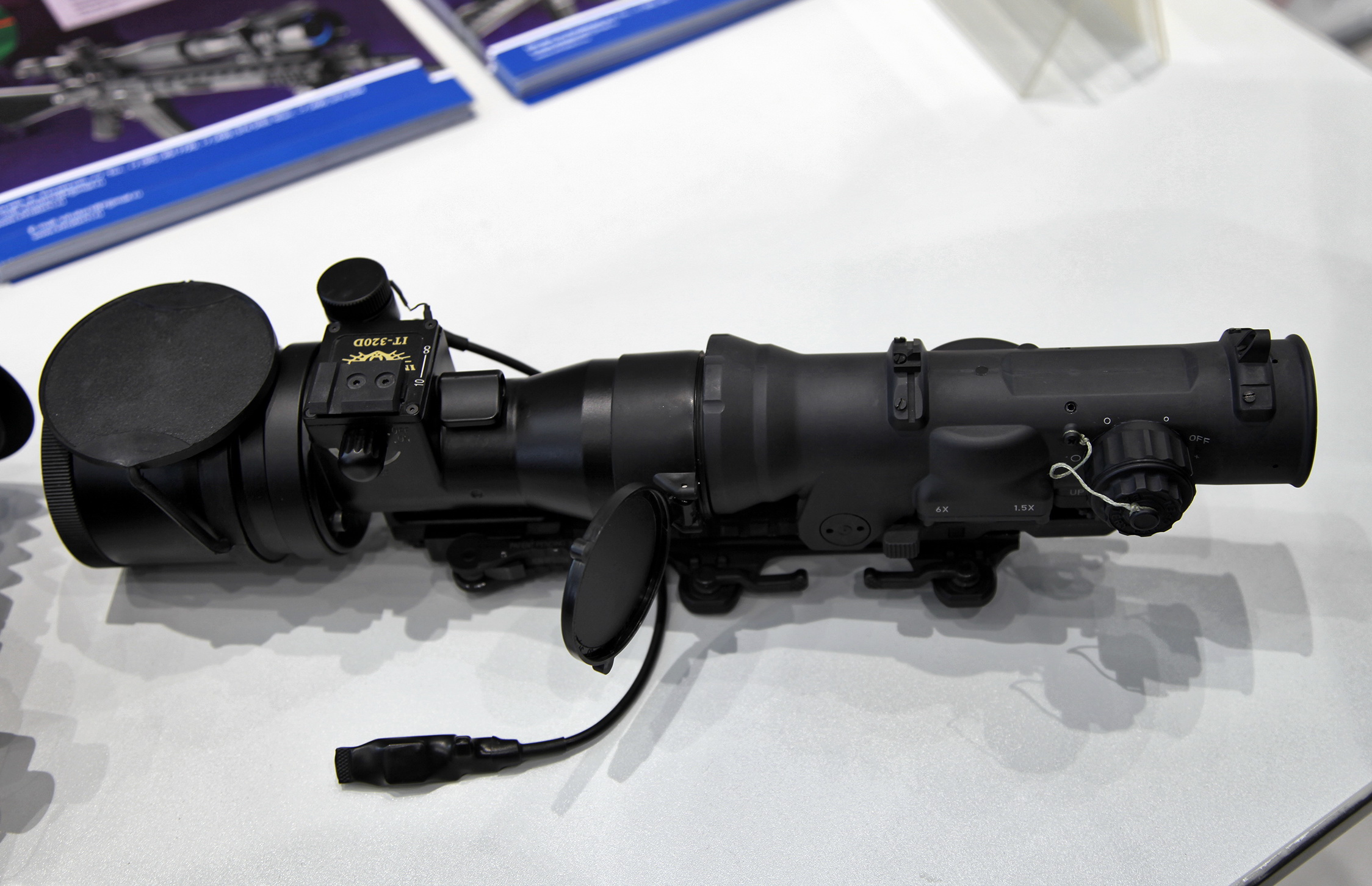
Bocal noturno InfraTech IT-320D.
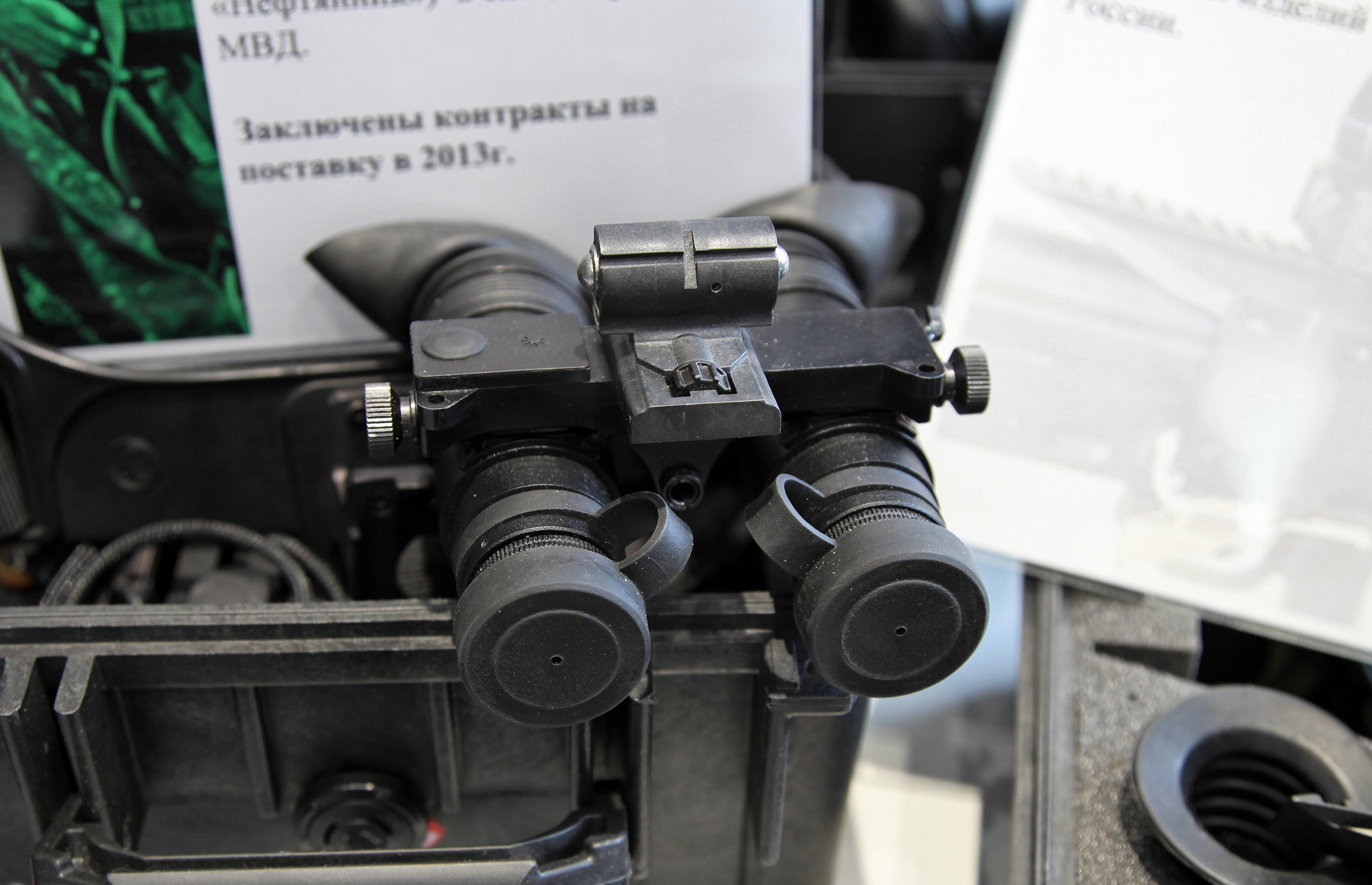
Óculos de visão noturna "Neftyanik".
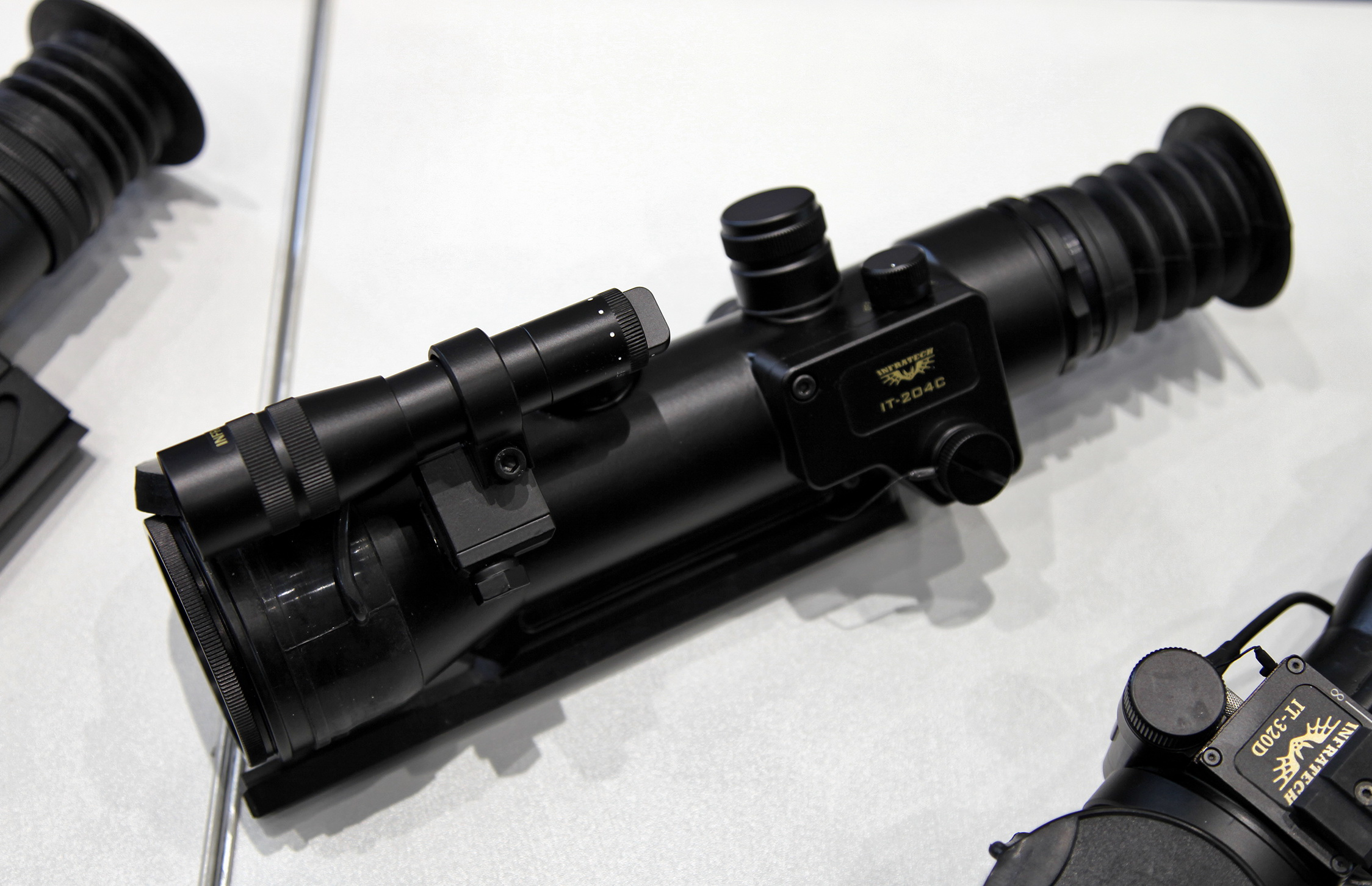
Luneta de visão noturna InfraTech IT – 204C.
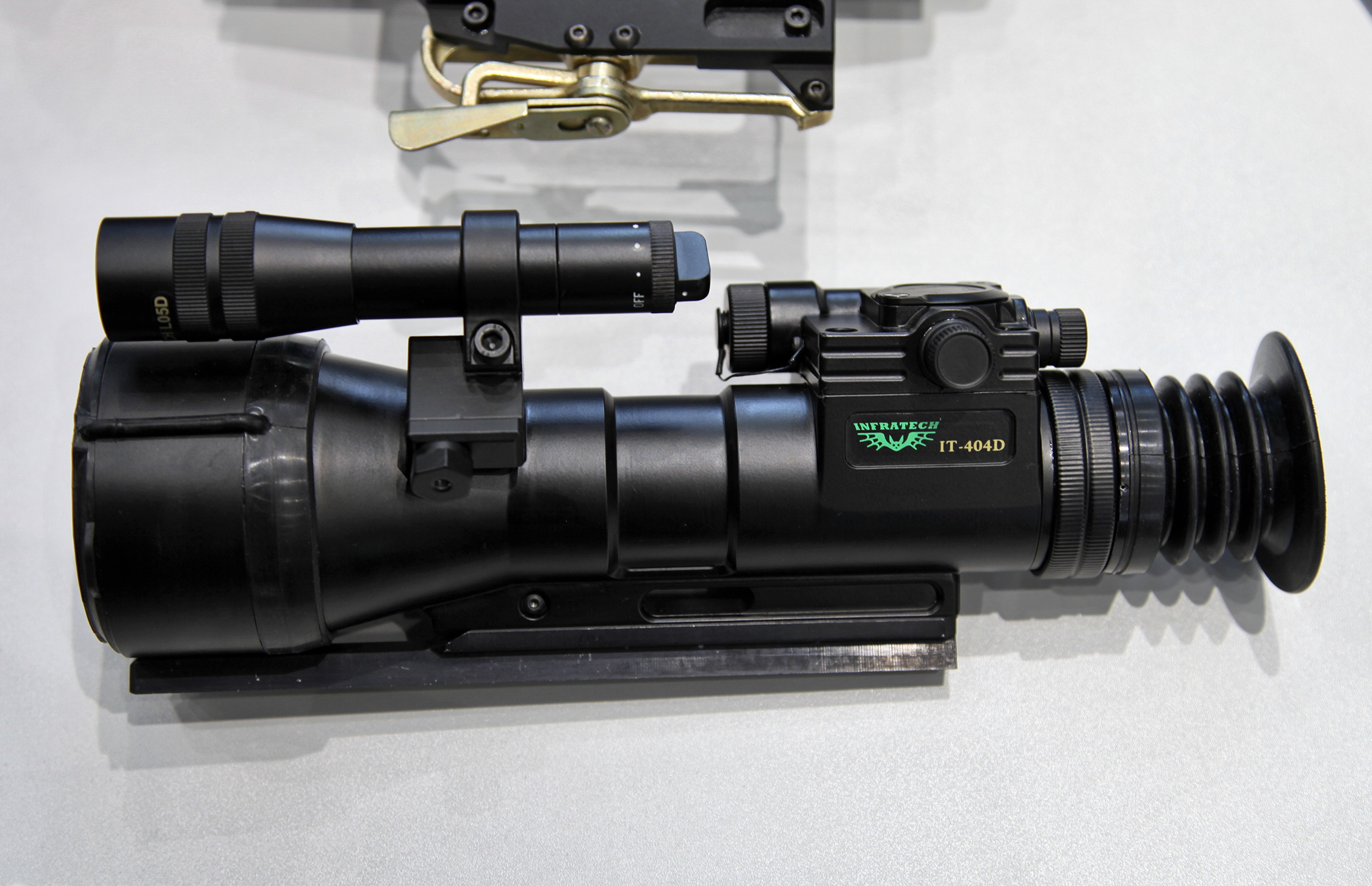
Luneta de visão noturna InfraTech IT–404D.
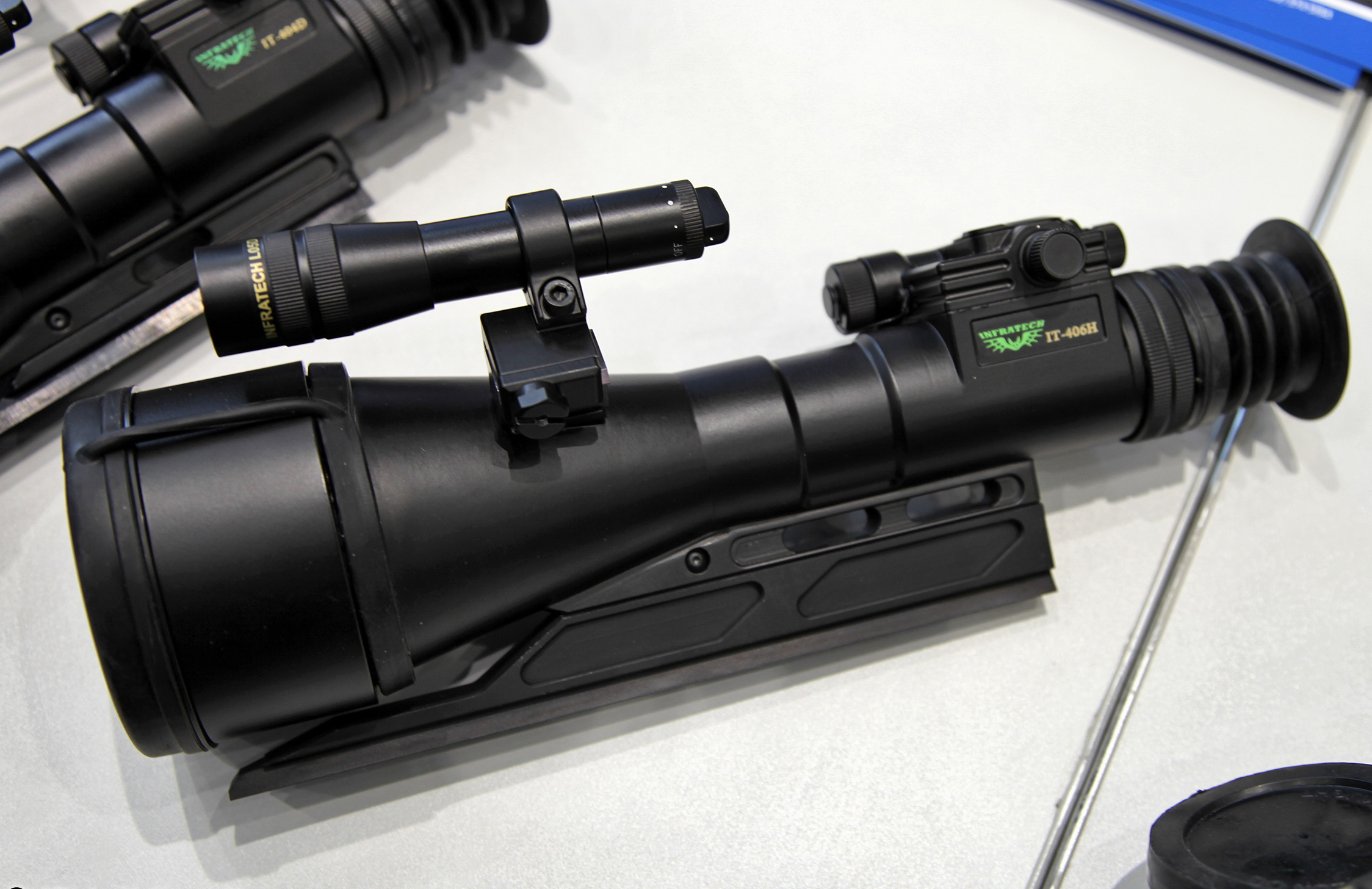
Luneta de visão noturna InfraTech IT – 406H.
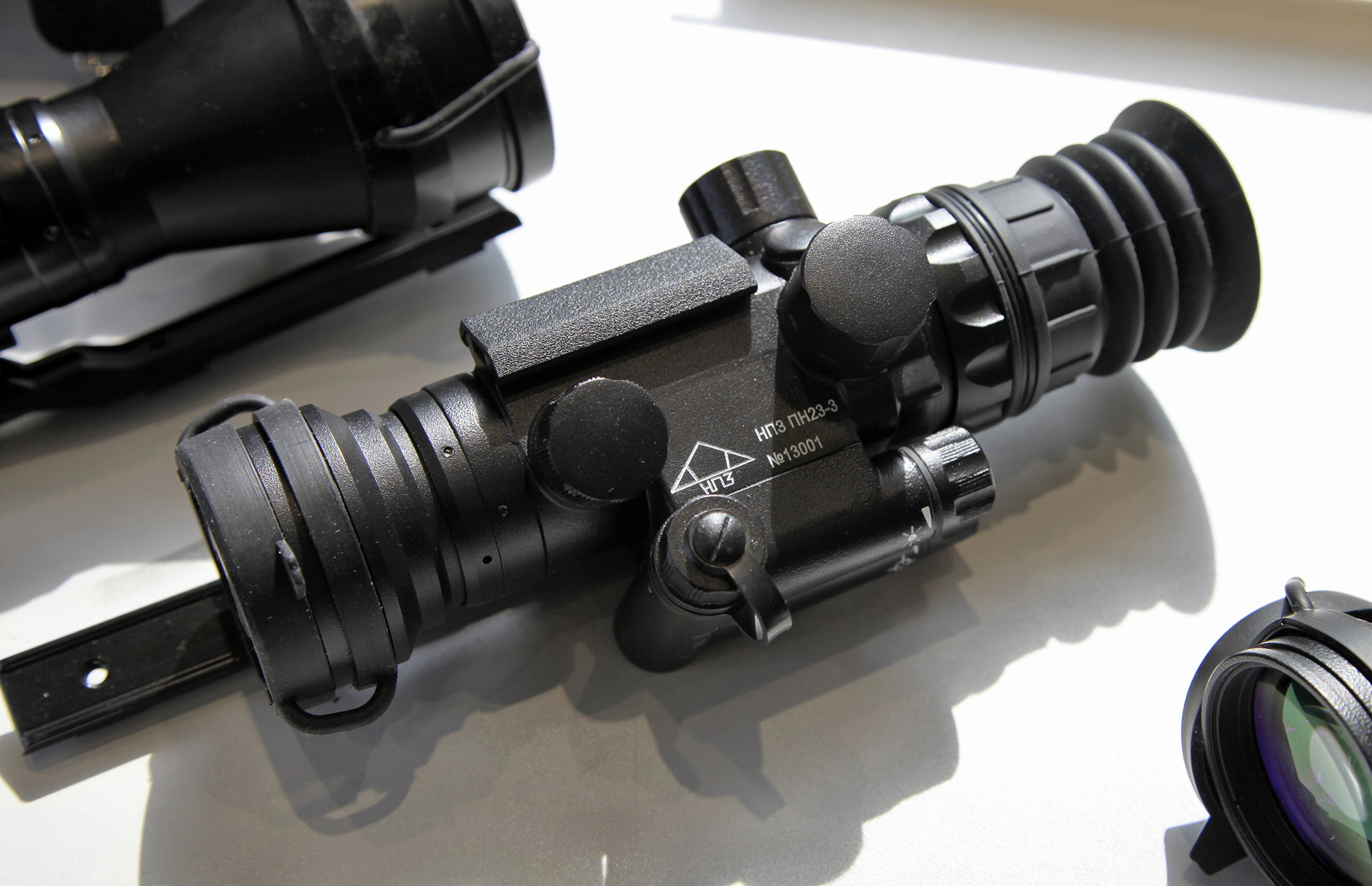
Visão noturna PN23-3.